# Martyn Kravtsiv
Martyn Kravtsiv (en ucraïnès: Мартин Кравців) (Lviv, 26 de novembre de 1990), és un jugador d'escacs ucraïnès, que té el títol de Gran Mestre des de 2009.
A la llista d'Elo de la FIDE del gener de 2020, hi tenia un Elo de 2625 punts, cosa que en feia el jugador número 13 (en actiu) d'Ucraïna. El seu màxim Elo va ser de 2628 punts, a la llista de gener de 2014 (posició 157 al rànquing mundial).

## Resultats destacats en competició
El 2006, fou membre de l'equip nacional ucraïnès juvenil que va guanyar l'Olimpíada d'escacs Sub-16 a Turquia. Va obtenir un gran èxit en guanyar als World Mind Sports Games 2008 a (Beijing) una medalla d'or a la competició de ràpides individual. El 2010, va empatar als llocs 1r-6è amb Dmitri Kókarev, Aleksei Dréiev, Maksim Túrov, Baskaran Adhiban i Aleksei Aleksàndrov al II Obert Orissa a Bhubaneshwar. El 2012 empatà als llocs 1r-5è amb Pendyala Harikrishna, Parimarjan Negi, Tornike Sanikidze i Tigran Gharamian a l'Obert d'escacs de Cappelle-la-Grande.
El setembre de 2015 fou subcampió del 22è Festival d'Abu Dhabi amb 7 punts de 9, amb els mateixos punts que Nils Grandelius, Baadur Jobava, Oleksandr Aresxenko i Richard Rapport però amb segon millor desempat. El desembre de 2015 fou segon al Campionat d'escacs d'Ucraïna amb 7 punts d'11, amb els mateixos punts que el campió Andrei Volokitin i Zahar Efimenko. El desembre de 2015 fou 2-10è (vuitè en el desempat) de l'Al Ain Classic amb 6½ punts de 9 (els campió fou Wang Hao).